# Pi Mensae b
Pi Mensae b (π Men b, HD 39019 b) – gazowy olbrzym orbitujący wokół gwiazdy Pi Mensae, oddalony od Ziemi o 60 lat świetlnych. Został odkryty w 2001 roku za pomocą efektu Dopplera przez grupę astronomów posługujących się Teleskopem Angielsko-Australijskim.